# أبريمون (آن)
أبريمون (بالفرنسية: Apremont)‏ هي بلدية فرنسية تقع في إقليم آن في فرنسا. رمز إنسي لها هو:1011. أما الرمز البريدي لها فهو: 1100.